# Leibniz notation

Leibniz notation för första- respektive andraderivatan av y med avseende på x.

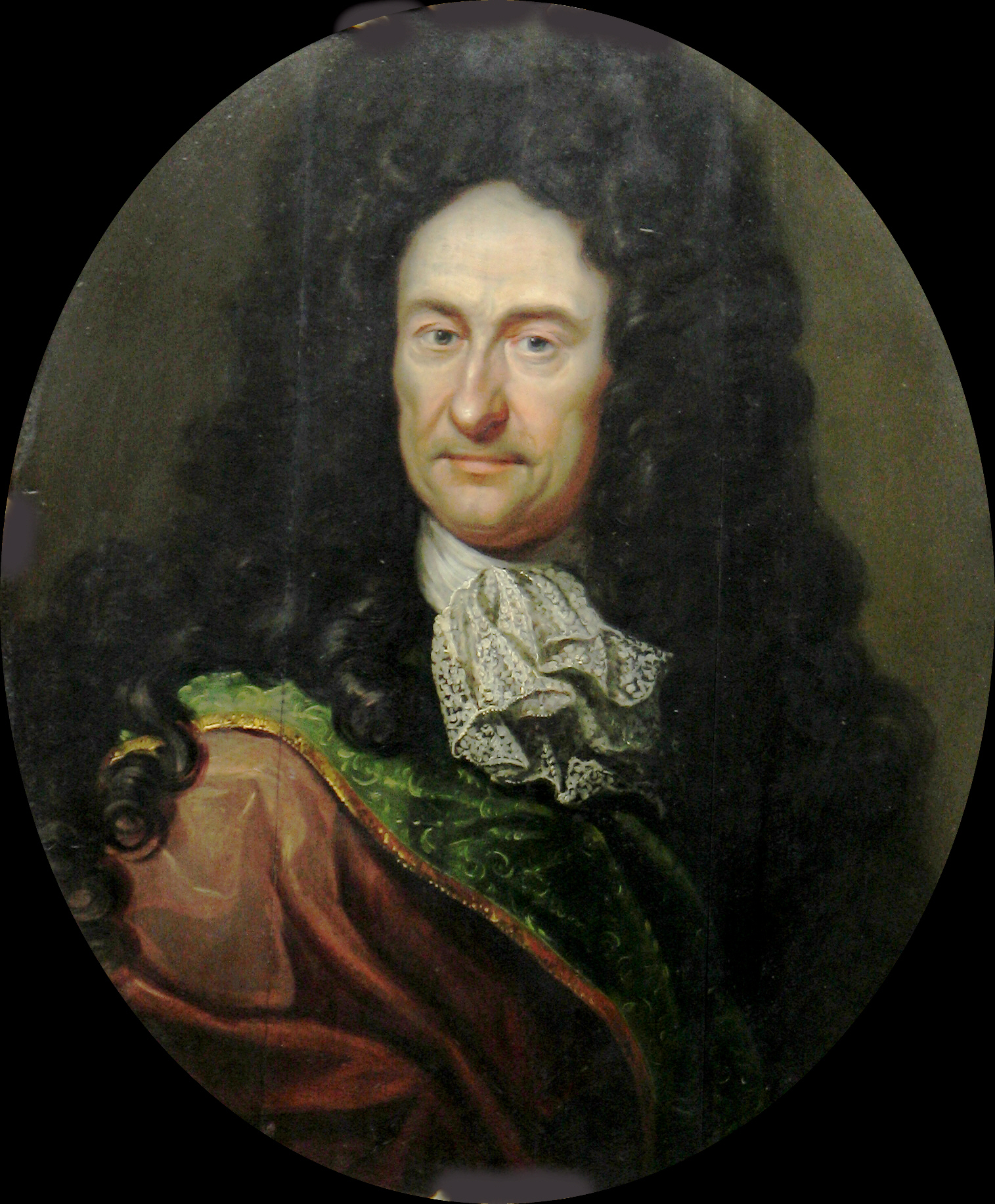
Gottfried Wilhelm von Leibniz (1646–1716), tysk filosof, matematiker och känd för sin notation inom analysen.

Leibniz notation, uppkallad efter den tyske 1700-talsfilosofen och matematikern Gottfried Wilhelm Leibniz, används inom matematisk analys och där symbolerna dx och dy representerar infinitesimala delar av x respektive y, på samma sätt som Δx and Δy representerar ändliga ökningar av  x respektive y.
Betrakta y som en funktion av en variabel x eller som y = f(x).  Derivatan av y med avseende på x, vilken senare kom att bli betraktad som gränsvärdet
{\displaystyle \lim _{\Delta x\rightarrow 0}{\frac {\Delta y}{\Delta x}}=\lim _{\Delta x\rightarrow 0}{\frac {f(x+\Delta x)-f(x)}{\Delta x}},}
var, enligt Leibniz, kvoten av en infinitesimal del av y och en infinitesimal del av x, eller
{\displaystyle {\frac {dy}{dx}}=f'(x),}
där den högra sidan är Lagranges notation för derivatan av f i punkten x.  Från en modern infinitesimalteoris synpunkt, är Δx ett infinitesimalt x-inkrement, Δy är det motsvarande y-inkrementet och derivatan är standardkvotdelen av kvoten av infinitesimaler:
{\displaystyle f'(x)={\rm {st}}{\Bigg (}{\frac {\Delta y}{\Delta x}}{\Bigg )}}.
Sedan sätts {\displaystyle dx=\Delta x}, {\displaystyle dy=f'(x)dx\,}, så att per definition, {\displaystyle f'(x)\,} är kvoten av dy och dx.
På liknande sätt, även om matematiker numera ofta betraktar integralen
{\displaystyle \int f(x)\,dx}
som gränsvärdet
{\displaystyle \lim _{\Delta x\rightarrow 0}\sum _{i}f(x_{i})\,\Delta x,}
där Δx är ett intervall innehållande xi, såg Leibniz den som summan av oändligt många infinitesimala kvantiteter f(x) dx. Från en modern synpunkt är det mer korrekt att se integralen som standardkvotdelen av en sådan oändlig summa.
För högre derivator blir notationen
{\displaystyle {\frac {d^{n}{\bigl (}f(x){\bigr )}}{dx^{n}}}{\text{ eller }}{\frac {d^{n}y}{dx^{n}}}}
för den n:te derivatan av f(x) respektive y. 
Kedjeregeln kan skrivas
{\displaystyle {\frac {dy}{dx}}={\frac {dy}{du_{1}}}\cdot {\frac {du_{1}}{du_{2}}}\cdot {\frac {du_{2}}{du_{3}}}\cdots {\frac {du_{n}}{dx}}}